# Kyjiw-Basket Kijów
Kyjiw-Basket Kijów (ukr. Баскетбольний клуб «Київ-Баскет» Київ, Basketbolnyj Kłub "Kyjiw-Basket" Kyjiw) – ukraiński klub koszykarski, mający siedzibę w mieście Kijów.

## Historia
Chronologia nazw:
- 1992: Maccabi-Dandy Kijów (ukr. БК «Маккабі-Денді» Київ)
- 1993: Kyjiw-Basket Kijów (ukr. БК «Київ-Баскет» Київ)
- 1995: Dandy-Basket Kijów (ukr. БК «Денді-Баскет» Київ)
- 1998: klub rozwiązano
- 2017: Kyjiw-Basket Kijów (ukr. БК «Київ-Баскет» Київ)

Klub koszykarski Maccabi-Dandy Kijów został założony w Kijowie w 1992 roku. W sezonie 1992/93 zespół zajął drugie miejsce w Pierwszej Lidze Ukrainy i awansował do Wyższej Ligi Ukrainy. W debiutanckim sezonie 1993/94 zmienił nazwę na Kyjiw-Basket Kijów i zdobył tytuł wicemistrza. W następnym roku powtórzył ten sukces. Od 1995 nazywał się Dandy-Basket Kijów. W kolejnych dwóch sezonach był trzecim. Po zakończeniu sezonu 1997/98 klub został rozwiązany.
W listopadzie 2017 klub został reaktywowany jako Kyjiw-Basket Kijów.

## Sukcesy
- wicemistrz Ukrainy: 1994, 1995, 2019
- brązowy medalista Mistrzostw Ukrainy: 1996, 1997

## Struktura klubu

### Stadion
Klub koszykarski rozgrywał swoje mecze domowe w hali Pałacu Sportu w Kijowie, który może pomieścić 6850 widzów. Również grał w hali Kompleksu Sportowego Meridian o pojemności 1500 widzów.